# Pierantonio Serassi
L'abate Pierantonio Serassi (Bergamo, 17 febbraio 1721 – Roma, 19 febbraio 1791) è stato un filologo, letterato e presbitero italiano.

## Biografia
Nato in una famiglia di organari, insegnò belle lettere nella sua città natale e successivamente si trasferì a Roma dove divenne segretario del cardinale Giuseppe Alessandro Furietti, dal 1759 al 1763, e del cardinale Lodovico Calini dal 1766 al 1778. Fu nominato vicesegretario della Congregazione per la Propagazione della Fede nel 1763 e morì a Roma nel 1791. Fu membro dell'Accademia dei Trasformati di Milano e fu uno di coloro che restaurarono l'Accademia degli Eccitati di Bergamo. Raccolto vastissimo materiale per una storia letteraria, lasciò biografie del Torquato Tasso (1785) e del padre Bernardo, di Angelo Poliziano, di Dante, di Pietro Bembo, di Petrarca e di Jacopo Mazzoni (1790).
Iniziò i suoi studi nella città natale che andò a terminare a Milano. Dedicatosi allo stato ecclesiastico, frequentò le scuole dei Gesuiti e i talenti che vi sviluppò gli fecero aprire le porte dell'Accademia dei Trasformati, dove ebbe l'opportunità di conoscere i migliori letterati del suo tempo. Tornato in patria, vi ottenne una cattedra di belle lettere e fu nominato segretario perpetuo dell'Accademia degli Eccitati, che aveva contribuito a riorganizzare. Soddisfatto di questi lavori, si sarebbe limitato ad adempiere ai suoi doveri, se il suo connazionale Giuseppe Alessandro Furietti, poi elevato al cardinalato, non lo avesse esortato a recarsi a Roma, dove giunse verso la fine del 1754. Lì amministrò il Collegio Ceresoli, e quando questo istituto crollò, fu chiamato, come segretario, dal suo antico protettore Furietti, e dai cardinali Lodovico Calini e Giuseppe Spinelli, suoi ammiratori. Quest'ultimo, che era anche Prefetto della Congregazione per la Propagazione della Fede, gli concesse un posto negli uffici di questa Congregazione. Queste cure non interruppero gli studi di Serassi, che continuò le sue ricerche sulla lingua e letteratura italiana. Fu in questo periodo che pubblicò La vita di Torquato Tasso, considerata la sua opera migliore, e che è non tanto una biografia quanto il quadro storico e letterario del Cinquecento in Italia. Pieno di zelo per la gloria del suo paese, aveva curato le ristampe di diversi autori della sua città natale, di cui stava preparando una Storia letteraria. La maggior parte del materiale era stato raccolto, e aveva già ottenuto il permesso di ritirarsi a Bergamo per svolgere quest'opera quando morì a Roma il 19 febbraio 1791.

## Opere
- Parere intorno alla patria di Bernardo Tasso e di Torquato suo figliuolo, Bergamo, 1742, in-8°; ristampa nel III volume di Lettere di Bernardo Tasso, Padova, 1751, in-8°.
- Vita di Pietro Spino, con alcune lettere dello stesso, nel volume XXXI de La Raccolta di Angelo Calogerà.
- Vita del P. Giampietro Maffei. L'autore la scrisse prima in latino, per unirla all'edizione originale delle opere di questo dotto gesuita, Bergamo, 1747, 2 voll. in-4°. Ne diede poi una traduzione in italiano, che fu posta in testa alle Storie dell'Indie Orientali dello stesso Maffei, tradotta dal latino da Francesco Serdonati, ibid., 1749, 2 voll. in-4°.
- Vita di Francesco Maria Molza, all'inizio delle sue Rime, ibid., 1747 e 1754, 3 voll. in-8°. Questa edizione contiene diversi brani inediti, tra cui il Discorso del Molza, contro Lorenzino de' Medici.
- Vita di Angelo Poliziano premessa alle sue stanze, ib., 1747, e Padova, 1751 e 1765, in-8°.
- Vita di Bernardo Cappello, premessa alle sue rime, Bergamo, 1748 e 1753, in-8°.
- Vita di Bernardo Tasso, premessa alle sue rime, ibid., 1749, 2 voll. in-12, e ristampato con Amadigi, ibid., 1755, 4 voll. in-12.
- Dissertazione sopra Prudente grammatico, nel volume XLI della Raccolta di Calogerà, e Parma, Giambattista Bodoni, 1787, in-8°. Questo Prudente, secondo l'autore, era un grammatico che aveva insegnato pubblicamente a Bergamo, al tempo di Augusto.
- Vita di Pietro Bembo, premessa alle sue rime, Bergamo, 1753, in-8°.
- Vita di Domenico Veniero, premessa alle sue rime, ibid., 1751, in-8°.
- Vita di Dante, premessa alla Divina Commedia, ibid., 1752, in-12.
- Vita del Petrarca, premessa alle sue rime, ibid., 1753, in-12.
- Vita del conte Baldassare Castiglione, unita alle sue opere, Padova, 1766, in-4°. Serassi diede anche una bella edizione delle Poesie latine e italiane di Baldassarre Castiglione, Roma, 1760, in-12, e un'altra, non meno pregiata, delle Lettere dello stesso autore, Padova, 1769 e 1771, 2 voll. in-4°.
- Vita Basilii Zanchi, in testa alle sue Poésies latines, ampliata da un nuovo libro, Bergamo, 1747, in-8°.
- Vita di Torquato Tasso, Roma, 1785, in-4°, e Bergamo, 1790, 2 voll. in-4°, con correzioni e integrazioni. Fu per quest'opera che la città di Bergamo fece coniare una medaglia in onore di Serassi, con questa legenda: Propagatori patriæ laudis.
- Vita di Jacopo Mazzoni, Roma, 1790, in-4°, scritta su richiesta di Pio VI, al quale era dedicata
- Elogio del cardinal Furietti, nell'articolo XV del Giornale di Roma.
- Ragionamento sopra la controversa del Tasso e dell'Ariosto, Parma, Bodoni, 1791, in-fol.

Serassi curò le seguenti edizioni, molto ricercate in Italia:
- Luigi Alamanni, L'Avarchide, Bergamo, 1761, 2 voll. in-12.
- Lo stesso, Girone il Cortese, 1757, 2 voll. in-12.
- Pietro Bembo, Rime, ibid., 1745, in-8°.
- Torquato Tasso, Aminta, Parma, Bodoni, 1789, in-4°.
- Poesie di alcuni antichi rimatori Toscani, Roma, 1774, in-8°. Questi poeti sono Guido Cavalcanti, Cino da Pistoia, Pier della Vigna, Ser Lapo Gianni, Bonagiunta Orbicciani, e il maestro Rinuccino.
- Poesie del magnifico Lorenzo de' Medici, Bergamo, 1760 e 1763, in-8°.
- Lettere di Annibal Caro, scritte a nome del Cardinal Farnese, Padova, 1760, 3 voll. in-8°.
- Carmina quinque illustrium poetarum, 1753, in-8°. Ha arricchito questa Raccolta di Avvisi su questi autori (Bembo, Navagero, Castiglione, Della Casa e Poliziano); di un Saggio sul carattere delle loro poesie, di cinque egloghe da l'Amalteo e di alcuni nuovi brani di Jacopo Sadoleto, Marcantonio Flaminio e Lampridio.

Tra i suoi inediti citiamo:
- Trattato sopra Vestali.
- Vita del Cardinale Guglielmo Longhi.
- Discorso sopra i baccanali degli antichi.
- Il Canzoniero et l'Epistolario.
- Raccolta degli epitaffi de' letterati sepolti in Roma.
- La Gerusalemme liberata, ridotta alla sua vera lezione.
- Vita di Jacopo Mazzocchi, famoso stampatore dell'accademia romana, nel secolo XVI.
- Prosa italiana e latina.

Serassi aveva accumulato una preziosa raccolta di edizioni di Torquato Tasso e un gran numero di suoi autografi; tutto questo materiale andò disperso dopo la sua morte.